# غاريث إليس
غاريث إليس (بالإنجليزية: Gareth Ellis)‏ هو لاعب دوري الرغبي بريطاني، ولد في 3 مايو 1981 في كاسلفورد ‏ في المملكة المتحدة.

## روابط خارجية
- غاريث إليس على موقع ItsRugby.co.uk (الإنجليزية)